# Skytteanska skolan, Lycksele
Skytteanska skolan eller Lappskolan i Lycksele var en skola för samiska barn i Lycksele 1632–1865, som därefter flyttades till Tärnaby och blev en vanlig folkskola. Skytteanska skolan tillkom på initiativ av Olaus Niurenius, kyrkoherde i Umeå 1619–45. Han menade att det behövdes samisktalande präster i Lappmarken och föreslog därför att en skola för samepojkar skulle inrättas. Riksrådet Johan Skytte ställde upp som finansiär och undervisningen i Skytteanska skolan i nuvarande Lycksele kunde inledas 1632. Den uppfördes i kyrkstaden på Öhn, nuvarande Gammplatsen vid Umeälven.
De två första lärarna vid Skytteanska skolan är inte kända till namnet, men man vet att de var samer och hade studerat vid lappskolan i Piteå. Omkring 1639 fick de sällskap av Jacobus Mathiæ Backius från Gråträsk, som även han hade varit vid lappskolan i Piteå, men som var nybyggarson och aldrig lärde sig samiska helt och fullt. Olaus Niurenius skickade honom till Lycksele och lät honom där ta hand om undervisningen i samisk och svensk katekes. Backius prästvigdes 1640 och skulle ha skickats till Arvidsjaur, men eftersom han ansågs omistlig vid lappskolan i Lycksele stannade han där till 1656.
Backius efterträddes av Olaus Stephani Graan, som hade studerat vid Skytteanska skolan och antagligen kom från Lycksele lappmark. Hösten 1659 skrevs han in vid Härnösands gymnasium, fullbordade där sin teologiska utbildning och prästvigdes kort därefter. Efter att ha verkat som komminister i Åsele socken i ett par år kom han 1657 till Lycksele som predikant och skolmästare vid Skytteanska skolan. När Lycksele blev självständig församling 1673, blev Olaus Graan pastor där, men skolmästartjänsten behöll han fram till 1686, då dessa båda befattningar skildes åt.
Från 1700-talet utbildade skolan också samiska kateketer (ambulerande lärare). År 1865 flyttades skolan till Tärnaby och blev en vanlig folkskola. Namnet Skytteanska skolan används nu för Tärnabys grundskola.